# Paloma Baeza
Paloma Baeza (* 1. Mai 1975 in London) ist eine britische Filmschauspielerin.

## Leben
Paloma Baeza wuchs als Tochter einer Britin und eines Mexikaners die ersten Lebensjahre in Mexiko-Stadt in Mexiko auf. 1984 zog sie im Alter von neun Jahren nach der Scheidung der Eltern mit ihrer Mutter zurück nach England, wo sie seither in London lebt. Sie studierte Englische Sprache und Kunst an der University of Bristol.
Im Alter von 19 Jahren stand Baeza 1994 in der kurzlebigen Fernsehserie Mud vor der Kamera, dem eine Hauptrolle im Thriller Look Me in the Eye von Regisseur Nick Ward folgte. Ihre erste auch im deutschsprachigen Raum bekannte Rolle übernahm sie 1995 in Die Bibel – Josef, wo sie an der Seite von Martin Landau Dina verkörperte. Neben einigen wenigen Fernsehfilmen, in denen Baeza auch über die britischen Landesgrenzen hinaus bekannt wurde, blieb ihre Karriere überwiegend auf britische Produktionen beschränkt. 2007 stand sie in Sunshine unter der Regie von Oscar-Preisträger Danny Boyle vor der Kamera.
2001 debütierte Paloma Baeza als Regisseurin des Kurzfilms Watchmen; ihr Drehbuchautor war der Schauspieler Cillian Murphy. 2006 und 2009 konnte sie erneut für die Episode einer Fernsehserie, aber auch für den Kurzfilm The Odds als Regisseurin gewonnen werden.
Sie ist mit dem Schriftsteller Alex Garland verheiratet. Beide haben zwei gemeinsame Kinder.

## Filmografie (Auswahl)
- 1994: Mud (Fernsehserie, 6 Folgen)
- 1994: Look Me in the Eye
- 1995: Die Bibel – Josef (Joseph, Fernsehfilm)
- 1995: Knightskater – Ritter auf Rollerblades (A Kid in King Arthur’s Court)
- 1997: Die Abenteuer des Odysseus (The Odyssey)
- 1998: Ein Ritter in Camelot (A Knight in Camelot, Fernsehfilm)
- 2000: Lover’s Prayer (All Forgotten)
- 2007: Sunshine
- 2008: Das Leiden Christi (The Passion) (Miniserie)
- 2022: The House (Regie)